# Ludovic Ouceni
Ludovic Ouceni, né le 1er février 2001 à Villepinte (Seine-Saint-Denis), est un athlète français spécialiste du 400m.

## Biographie

### Débuts (2009-2017)
Né en métropole d'un père réunionnais et d'une mère martiniquaise, il débute l'athlétisme à l'âge de 8 ans avec les cross des écoles primaires de Villetaneuse. Il s'inscrit en 2009 au club de Pierrefitte Multi Athlon, où il est entraîné par Sory Diaby.
Sa petite sœur Laureen est également athlète de sprint alors que ses cousines Lauren Rembi et Joséphine Jacques-André-Coquin ont déjà été internationales d’escrime.

### Éclosion (2017)
Ayant débuté par le 800 m, il s’essaie au 400 m à l’occasion du meeting de Saint Denis où il réalise alors 49 s 98. Il poursuit cette distance jusqu'à sa première participation aux championnats de France cadets où il obtient la médaille de bronze en 49 s 58. Il est sélectionné par la suite en équipe de France jeune au Festival olympique de la jeunesse européenne de Győr. Il s'aligne sur le 400 m et remporte sa première médaille d'or internationale en 48 s 84. À la saison automnale, il participe à la Coupe de France de relais avec son club Pierrefitte-Multi-Athlon sur le medley long. Ils sont sacrés champions de France et réalisent l’ancien record de France de la distance en 9 min 53 s 83.

### Saison 2018
Lors de l'année 2018, il est sacré champion de France cadet du 800 m en salle avec un chrono de 2 min 00 s 81. Il obtient en prime une sélection en équipe de France au match international indoor BLR-FRA-TUR-UKR sur le 800 m. Il termine 2 ème avec un record à la clé en 1 min 56 s 47.
Il décide cependant de se concentrer sur le 400 m pour la saison estivale. Il obtient sa qualification aux Championnats d'Europe en réalisant les minimas imposés par la fédération française d'athlétisme en 47 s 51. Il participe aux Championnats d'Europe cadets à Győr avec le 4 ème meilleure temps européen. Il décroche la médaille de bronze avec un record personnel en 47 s 01 qui est la deuxième meilleure performance française cadet de tous les temps sur la distance.
Après cette performance, il décide de s'aligner aux championnats de France cadets sur la distance de 800 m. Il décroche le titre de champion de France cadet du 800m en 1 min 51 s 24. Début octobre, il se dirige à Buenos Aires pour participer aux Jeux olympiques de la Jeunesse sur le 400 m. Malheureusement il se blesse à l'ischio-jambier et exprime alors ses ambitions : « L’idéal, ce serait une expérience en relais aux Jeux de Tokyo et une participation en individuel aux Jeux de Paris, mon vrai objectif ».

### Nouveau départ saison 2019-2020
Après les Jeux Olympiques de la jeunesse, il enchaîne blessure sur blessure aux ischio-jambiers tout le long de l'année 2019.
Intégrant  l'INSEP en septembre 2019 où il s'entraîne avec Marc Vecchio, il repart sur de nouvelles bases pour la saison 2019-2020. Il participe à ses premiers championnats de France juniors en salle à Miramas en s'alignant sur le 400 m. Il est sacré vice-champion de France junior du 400 m en salle avec un temps de 48 s 62. Il réussit à s'entraîner comme il peut malgré la pandémie de covid-19 qui débute et participe aux Championnats de France Élite à Albi sur le 400 m. Il termine 4ème avec un temps de 47 s 04, à seulement 3 centièmes de son record. Il explique : « mon club du Pierrefitte Multi Athlon Villetaneuse a une grosse tradition de demi-fond et j’ai démarré sur 800 m. J’ai commencé le 400 m en 2017, avant de me spécialiser sur le 400 m en 2020 »

### Début de carrière sénior

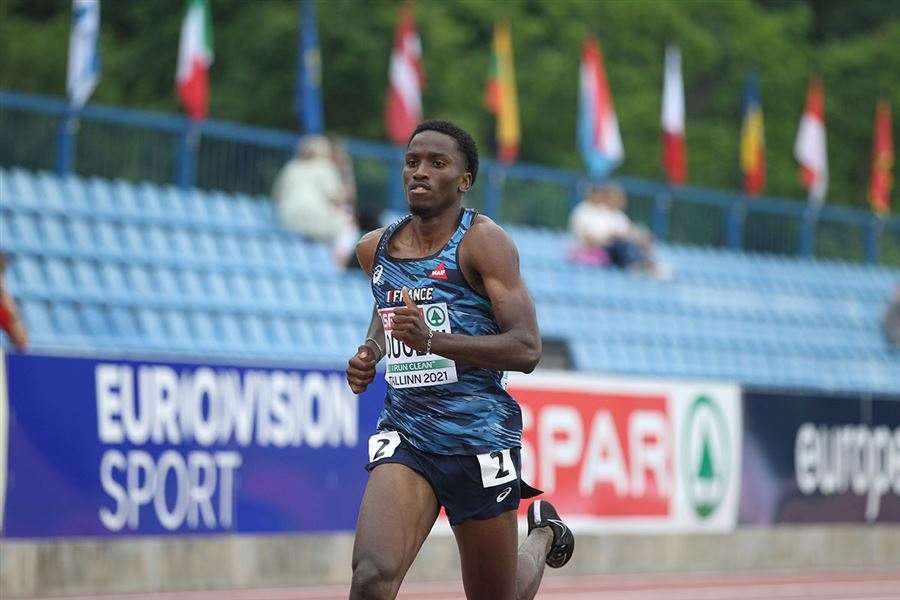
Ludovic Ouceni durant les Championnats d'Europe U23 2021 à Tallin (Estonie).

En raison de la  pandémie, la fédération française décide en 2021 de regrouper tous les championnats de France en salle avec les Élites en salle à Miramas. Il s'aligne alors sur le 400m et signe un record personnel en série en 47 s 95. Lors de la finale, il termine 6 ème en 48 s 07 et décroche la médaille de bronze dans la catégorie espoir.
Début mai, il est appelé pour remplacer un athlète dans la sélection du 4 x 400 m Hommes pour les Championnats du monde de relais à Chorzów en Pologne. Il participe alors à sa première sélection en équipe de France senior et termine avec son coéquipiers à la 7 ème avec un temps de 3 min 06 s 16.
Durant la saison, il enchaîne des chronos proches de son record 47 s 01. Le 16 juin, il s'aligne au Meeting National de Cergy face à pratiquement tous les meilleurs français sur 400 m. Il explose son record personnel en 46 s 09 en réalisant la 2 ème performance française de l'année à ce moment-là.
Il participe ensuite aux Championnats de France Élites sur 400 m où il termine 5 ème en 46 s 59. Il est sélectionné aux Championnats d'Europe U23 à Tallinn sur le 400 m et le relais 4 x 400 m. Il finit à la 6ème place sur le 400 m en réalisant son record personnel en 45 s 93. Il décroche le titre de Champion d'Europe du 4 x 400 m avec un chrono de 3 min 05 s 01.
Sélectionné à l'âge de 20 ans pour ses premiers Jeux olympiques de Tokyo sur le relais 4 × 400 mètres, il termine 6 ème de sa série avec ses coéquipiers Thomas Jordier, Muhammad Abdallah Kounta et Gilles Biron en 3 min 00 81 s.
En janvier 2022, il bat son record du 400 mètres en salle en 46 s 40 aux championnats d’Ile-de-France à Eaubonne, nouveau record de France espoirs effaçant les 46s 67 de Fabrisio Saïdy et se hisse au sixième rang des bilans tous temps indoor, dominés par Leslie Djhone en 45s 54. Au mois de mars,  il devient vice-champion de France espoir en salle du 400m[réf. nécessaire].
Le 10 juillet 2022, il est champion de France espoir du 400 mètres en 45 secondes 99.

### Formation et vie professionnelle
Ludovic Ouceni étudie en Seconde et Première S au Lycée Jacques Feyder à Epinay-sur Seine. (2017-2018) puis passe un bac STI2D au lycée Paul Éluard à Saint-Denis en 2019
Passionné par les métiers de l’image et les cultures étrangères, il suit depuis 2021 une formation crée par Golden Blocks au sujet du journalisme et de la vidéo avec l'école Kourtrajmé en parallèle de cours de portugais/ brésilien qu'il suit à l’INSEP
Depuis 2019, il est en partenariat avec l'équipementier Nike et est aujourd'hui ambassadeur de la Seine Saint Denis et bénéficie à ce titre du dispositif de soutien financier "génération jeux" de la part du département. Il est devenu en 2022 également ambassadeur de sa ville Villetaneuse

## Palmarès

### International
| Date | Compétition                                  | Lieu    | Résultat | Épreuve   | Temps         |
| ---- | -------------------------------------------- | ------- | -------- | --------- | ------------- |
| 2017 | Festival olympique de la jeunesse européenne | Győr    | 1er      | 400m      | 48 s 84       |
| 2018 | Championnats d'Europe Cadets                 | Győr    | 3e       | 400m      | 47 s 01       |
| 2021 | Championnats du monde de relais              | Chorzów | 7e       | 4 x 400 m | 3 min 06 s 16 |
| 2021 | Championnats d'Europe espoirs                | Tallinn | 6e       | 400m      | 45 s 93       |
| 2021 | Championnats d'Europe espoirs                | Tallinn | 1er      | 4 x 400 m | 3 min 05 s 01 |
| 2021 | Jeux Olympiques                              | Tokyo   | 11e      | 4 x 400 m | 3 min 00 s 81 |

### National
| Date | Compétition                     | Lieu    | Résultat | Épreuve | Temps   |
| ---- | ------------------------------- | ------- | -------- | ------- | ------- |
| 2020 | Championnats de France          | Albi    | 4e       | 400m    | 47 s 04 |
| 2021 | Championnats de France en salle | Miramas | 6e       | 400m    | 48 s 07 |
| 2021 | Championnats de France          | Angers  | 5e       | 400m    | 46 s 59 |
| 2022 | Championnats de France en salle | Miramas | 5e       | 400m    | 47 s 54 |
| 2022 | Championnats de France espoirs  | Albi    | 1er      | 400m    | 45 s 99 |

## Records
| Épreuve | Épreuve   | Performance | Lieu     | Date            |
| ------- | --------- | ----------- | -------- | --------------- |
| 400m    | Plein air | 45 s 93     | Tallinn  | 10 juillet 2021 |
| 400m    | Salle     | 46 s 40     | Eaubonne | 30 janvier 2022 |